# Сухарау (Ботошани)
Сухарау (рум. Suharău) насеље је у Румунији у округу Ботошани у општини Сухарау. Oпштина се налази на надморској висини од 193 m.

## Становништво
Према подацима из 2002. године у насељу је живело 5374 становника, од којих су сви румунске националности.

### Хронологија
| Година       | 1992 | 1993 | 1994 | 1995 | 1996 | 1997 | 1998 | 1999 | 2000 | 2001 | 2002 | 2003 | 2004 | 2005 | 2006 | 2007 | 2008 | 2009 | 2010 | 2011 | 2012 | 2013 | 2014 | 2015 | 2016 | 2017 |
| ------------ | ---- | ---- | ---- | ---- | ---- | ---- | ---- | ---- | ---- | ---- | ---- | ---- | ---- | ---- | ---- | ---- | ---- | ---- | ---- | ---- | ---- | ---- | ---- | ---- | ---- | ---- |
| Становништво | 5883 | 5809 | 5796 | 5750 | 5646 | 5569 | 5530 | 5501 | 5539 | 5532 | 5507 | 5473 | 5449 | 5429 | 5354 | 5323 | 5268 | 5223 | 5151 | 5066 | 4984 | 4887 | 4824 | 4766 | 4703 | 4628 |